# Headlines (Friendship Never Ends)
Headlines (Friendship Never Ends)（永遠のヘッドライン）はイギリス人女性グループ、スパイス・ガールズのシングル。母国イギリスでは2007年11月5日、アメリカでは同月13日に発売。スパイス・ガールズ再結成後初のシングルとなり、彼女たちのベスト盤『グレイテスト・ヒッツ』にも収録される。この曲は2007年のBBC主催のチャリティ番組、"Children In Need"の公式テーマ曲である。

## 概要
曲の一部分が2007年10月21日にAmazon.comで公開され、UKでは23日にラジオ局を通して一斉に披露された。曲の作詞はまずメンバーのエマ・バントン、ジェリ・ハリウェルとその他のプロデューサーによって手がけられ、その後、メラニーC、ヴィクトリア・ベッカム、メラニーBが作詞に参加した。
イギリスのシングルチャートでは最高位11位と初のトップ3落ちになった。

## トラックリスト
- UK CD

1. "Headlines (Friendship Never Ends)" (ラジオ・バージョン) - 3:28
2. "Wannabe" (ソウル・シーカーズ・ラジオ・エディット) - 3:31

## 各国のチャート
| チャート(2007)          | 最高位 |
| ----------------------- | ------ |
| イタリア                | 2      |
| スペイン                | 2      |
| スウェーデン            | 3      |
| チェコ                  | 7      |
| フィリピン              | 9      |
| クロアチア              | 11     |
| イギリス                | 11     |
| UKダウンロード          | 14     |
| ヨーロッパ200           | 14     |
| カナダダウンロード      | 18     |
| ポルトガル              | 18     |
| ブラジル                | 23     |
| ヨーロッパホット100     | 24     |
| アイルランド            | 29     |
| トルコ                  | 32     |
| アルゼンチン            | 37     |
| ユナイテッドワールド    | 38     |
| ブルガリア              | 39     |
| カナダホット100         | 42     |
| ドイツ                  | 46     |
| オランダ                | 52     |
| ポーランド              | 53     |
| ルーマニア              | 66     |
| オーストリア            | 67     |
| オーストラリア          | 74     |
| アメリカ ビルボード     | 90     |
| スロバキア              | 94     |
| ロシア                  | 101    |
| アメリカ ホットデジタル | 113    |